# خيال تاريخي
الخيال التاريخي (بالإنجليزية: Historical fiction)‏ هو نوع أدبي تجري حبكة أعماله في بيئة ما تقع في الماضي. رغم أن المصطلح يشيع استخدامه كمرادف للرواية التاريخية، لكن يمكن تطبيقه على أنماط أخرى من السرد، من بينها المسرح، والأوبرا، والسينما، والتلفاز، بالإضافة إلى ألعاب الفيديو والروايات المصورة.
من عناصر الخيال التاريخي الأساسية جريان أحداثه في الماضي وإيلائه اهتمامًا لأخلاق الفترة المصورة، وظروفها الاجتماعية، وتفاصيلها الأخرى. يفضل المؤلفون بصورة متكررة دراسة شخصيات تاريخية مرموقة في هذه البيئات، ما يمنح القرّاء فهمًا أفضل للطريقة التي كان من الممكن لهؤلاء الأفراد أن يستجيبوا لها لبيئاتهم. تدخل بعض الأنواع الفرعية كالتاريخ البديل والفنتازيا التاريخية عناصر تأملية أو لا تاريخية إلى الرواية.
تُنقد أعمال الخيال التاريخي أحيانًا لافتقارها إلى المصداقية نتيجة نقد استجابة القارئ والتوقعات التي يطرحها النوع حول تفاصيل فترات دقيقة. كثيرًا ما يصبح هذا التوتر بين المصداقية التاريخية، أو التاريخية، والخيال نقطة تعليق للقراء والنقاد الشعبيين، بينما يذهب النقد العلمي غالبًا أبعد من هذا التعليق، ويتقصى النوع بحثًا عن اهتماماته المواضيعية والنقدية الأخرى.
تقبع أساسات الخيال التاريخي باعتباره نوعًا أدبيًا غربيًا معاصرًا في أعمال السير والتر سكوت في أوائل القرن التاسع عشر وأترابه في آداب بلدان أخرى كالفرنسي أونوريه دو بلزاك، والأميركي جيمس فينيمور كوبر، وروسي لاحق، هو ليو تولستوي. مع ذلك، للجمع بين «تاريخي» و«خيال» في أعمال أدبية منفردة باعٌ طويل في معظم الثقافات؛ تنتج كلتا التقاليد الغربية (مبكرًا كالأدب الإغريقي القديم والأدب اليوناني)، والشرقية، في هيئة تقاليد محكية وشعبية (انظر الميثولوجيا والفولكلور)، ملاحم، وروايات، ومسرحيات وأعمالًا خيالية أخرى تصف تاريخ جماهير معاصرة.

## توطئة
تختلف التعريفات حول ما يشكل رواية تاريخية. يعرّف مجتمع الرواية التاريخية النوع على أنه الأعمال «المكتوبة بعد مدة لا تقل عن خمسين عامًا عقب الأحداث الموصوفة»، بينما تعيّن الناقدة سارا جونسون حدود هكذا روايات قائلة: «تدور أحداثها قبل منتصف القرن الأخير (العشرين)... حيث يكتب المؤلف انطلاقًا من بحثه بدلًا عن خبرته الشخصية». وتقول ليندا أدامسون في تمهيدها للمرجع الببليوغرافي الخيال التاريخي العالمي: في حين أن «أحد التعاريف المقبولة عمومًا» للرواية التاريخية هو أن تكون رواية «عن فترة زمنية تسبق كتابتها بـ 25 عامًا على الأقل»، لكنها تشير أيضًا إلى أن بعض الناس قد قرؤوا روايات مكتوبة في الماضي، مثل روايات جين أوستن (1775 – 1817)، كما لو كانت روايات تاريخية.
شجع الخيال التاريخي في بعض الأحيان حركات القومية الرومانسية. خلقت روايات ويفرلي لوالتر سكوت اهتمامًا بالتاريخ الإسكتلندي وما زالت تلقي ضوءًا عليه. جعلت سلسلة من روايات كتبها جوزيف إغناسي كرازفيسكي حول تاريخ بولندا البلاد مشهورة بعد أن فقدت استقلالها في تقاسم بولندا. كتب هنريك سينكيفيتش عدة رواية رائجة للغاية تتكلم عن النزاعات بين البولنديين والمحاربين التيوتونيين الشرهين، والقوزاقيين المتمردين والغزاة السويديين. فاز بجائزة نوبل في الآداب لعام 1905. كتب أيضًا رواية كوو فاديس الشهيرة، عن روما في عصر نيرون والمسيحيين الأوائل، وأُعدّ عنها عدة أفلام كان أبرزها في أعوام 1913 و1924 و1951 و2001. قامت رواية كريستين لافرانسداتر لسيغريد أوندست بوظيفة مماثلة بالنسبة للتاريخ النرويجي؛ فازت أوندست بجائزة نوبل في الآداب لعام 1928.
لعبت العديد من الروايات التاريخية المبكرة دورًا مهمًا في نشأة الاهتمام العام الأوروبي بتاريخ العصور الوسطى. غالبًا ما يُرجع الفضل إلى رواية أحدب نوتردام لفيكتور هوغو في تأجيج حركة الحفاظ على العمارة القوطية الفرنسية، وهو ما قاد إلى تأسيس المعالم التاريخية في فرنسا، وهي السلطة الحكومية الفرنسية المعنية بالحفاظ التاريخي. تولي ملحمة اللغز التاريخي إمبريماتور سيكريتوم فيريتاس ميستيريوم التي ألفها كل من ريتا مونالدي وفرانسيسكو سورتي اهتمامًا زائدًا للتاريخ الأوروبي وتصور مغني أوبيرا كاستراتو الشهير آتو ميلاني على أنه متحرٍ وجاسوس. رغم أن القصة بذاتها خيالية، لكن العديد من شخصياتها وأحداثها حقيقي. الكتاب مبني على بحث أجراه كل من مونالدي وسورتي، اللذين استقصيا معلومات من مخطوطات تعود إلى القرن السابع عشر وأعمال منشورة تتعلق بحصار فيينا، والطاعون، وبابوية البابا إينوسنت الحادي عشر.
أيضًا، مكّن نوع الرواية التاريخية بعض الأدباء، مثل الروائي البولندي بوليسلاف بروس في روايته التاريخية المنفردة، فرعون، من عزل أنفسهم عن زمانهم ومكانهم الخاصين لتكوين منظور عن المجتمع وعن العادات البشرية، أو من تفادي سرقات الرقابة.
في بعض الروايات التاريخية، تجري معظم الأحداث التاريخية الأساسية خلف الكواليس، بينما تسكن الشخصيات الخيالية العالم الذي تقع فيه هذه الأحداث. تسرد رواية المخطوف لروبرت لويس ستيفنسون في الغالب مغامرات خاصة تجري في خلفية الاضطرابات اليعقوبية في اسكتلندا. تجري أحداث رواية بارنابي ريدج لتشارلز ديكنز في خضم شغب غوردون، وقصة مدينتين في وقت الثورة الفرنسية.
في بعض الأعمال، يُشكك بدقة العناصر التاريخية، كما في رواية الملكة مارغوت لألكسندر دوما. يفتتح روائيو ما بعد الحداثة كجون بارث وتوماس بينشون أعمالهم بحرية أكثر من ذلك، إذ يجمعون شخصيات ومواقع تاريخية مع تاريخ مختلق وفنتازيا، كما في روايتي ذا سوت ويد فاكتور وميسون وديكسون على التوالي. قلائل هم الكتّاب الذين يبدعون خيالًا تاريخيًا دون شخصيات تاريخية. أحد الأمثلة على ذلك سلسلة أسياد روما لكولين مكلو.

## تاريخ

### التاريخ حتى القرن الثامن عشر
يحظى النثر الخيالي التاريخي بتقليد ذي تاريخ طويل في الأدب العالمي. وقعت أحداث الروايات الكلاسيكية العظيمة الأربعة في الأدب الصيني في ماض سحيق: تختص رواية شي ناي آن من القرن الرابع عشر حافة الماء بالخارجين عن القانون في القرن الثاني عشر؛ وتركز رواية لو غوانتشونغ من القرن الرابع عشر رومانسية الممالك الثلاث بحروب القرن الثالث التي أنهت عهد سلالة هان؛ تهتم رواية وو تشنغن من القرن السادس عشر رحلة إلى الغرب برحلة حج الراهب البوذي شوانزانغ في القرن السابع.
أظهر روائيو الإغريق القدامى «ولعًا شديدًا بكتابة الروايات عن الشعوب والأماكن الماضية». توصف الإلياذة باعتبارها خيالًا تاريخيًا، نظرًا لمعالجتها أحداثًا تاريخية، رغم أن نوعها الأدبي بشكل عام يُصنف باعتباره شعرًا ملحميًا. اقترح بيير فيدال-ناكه أن أفلاطون هو واضع أساسات الرواية التاريخية عبر أسطورة أطلانطس التي وردت في حواراته طيمايوس وكريتياس. تُعدّ قصة غنجي (المكتوبة قبل العام 1021) رواية متخيّلة عن حياة البلاط الياباني في القرن السابق لكتابتها، وأكدت كاتبتها أن عملها بإمكانه تقديم نسخة «أوفى وبالتالي أصدق للتاريخ».
من بين أولى الأمثلة على الرواية التاريخية في أوروبا هي أميرة كليف، وهي رواية فرنسية نُشرت دون اسم كاتبها في مارس من العام 1678. يعتبرها الكثيرون بدايةً للتقليد المعاصر من الرواية النفسية وعملًا كلاسيكيًا عظيمًا. يُعتقد أن كاتبة هذه الرواية هي الروائية مادام دو لا فاييت. تدور أحداث الرواية بين أكتوبر 1558 ونوفمبر 1559 في البلاط الملكي لهنري الثاني ملك فرنسا. تستعيد الرواية أحداث تلك الفترة بدقة مذهلة، ومعظم شخصياتها –باستثناء البطلة– شخصيات تاريخية حقيقية. تتكشف الأحداث والدسائس شيئًا فشيئًا بالتزام صارم بالسجلات الوثائقية. في المملكة المتحدة، «يبدو أن الرواية التاريخية تطورت عن» أميرة كليف وبعد ذلك عبر الرواية القوطية.